# Alexandre Torres
Carlos Alexandre Torres známý jako Alexandre Torres (* 22. srpna 1966) je bývalý brazilský fotbalista a reprezentant. Mimo Brazílii působil na klubové úrovni v Japonsku.
Jeho otcem je bývalý fotbalista Carlos Alberto Torres.

## Reprezentační kariéra
Alexandre Torres odehrál za brazilský národní tým celkem 1 reprezentační utkání (v roce 1992).

## Statistiky
| Brazílie | Brazílie | Brazílie |
| Roky     | Zápasů   | Gólů     |
| -------- | -------- | -------- |
| 1992     | 1        | 0        |
| Celkem   | 1        | 0        |